# Sean Couturier
Sean Gerald Couturier, född 7 december 1992, är en kanadensisk-amerikansk professionell ishockeyforward som spelar för Philadelphia Flyers i National Hockey League (NHL). Han har tidigare spelat för Adirondack Phantoms i American Hockey League (AHL) och Voltigeurs de Drummondville i Ligue de hockey junior majeur du Québec (LHJMQ).
Couturier draftades av Philadelphia Flyers i första rundan i 2011 års draft som åttonde spelare totalt.
Han är minoritetsägare, tillsammans med bland andra Patrice Bergeron och Roberto Luongo, i Titan d’Acadie-Bathurst i LHJMQ.

## Statistik
| 2005–2006    | Chaleur Lightning           |              | 27  | 38  | 43  | 81  | 26  | —  | —  | —  | —  | —  |
| 2006–2007    | Miramichi Rivermen          |              | 34  | 20  | 27  | 47  | 18  | 7  | 7  | 4  | 11 | 10 |
| 2007–2008    | Notre Dame Hounds           | SMAAAHL      | 40  | 19  | 37  | 56  | 32  | 10 | 3  | 8  | 11 | 10 |
| 2008–2009    | Voltigeurs de Drummondville | LHJMQ        | 58  | 9   | 22  | 31  | 24  | 19 | 1  | 7  | 8  | 8  |
| 2009–2010    | Voltigeurs de Drummondville | LHJMQ        | 68  | 41  | 55  | 96  | 47  | 14 | 10 | 8  | 18 | 18 |
| 2010–2011    | Voltigeurs de Drummondville | LHJMQ        | 58  | 36  | 60  | 96  | 36  | 10 | 6  | 5  | 11 | 14 |
| 2011–2012    | Philadelphia Flyers         | NHL          | 77  | 13  | 14  | 27  | 14  | 11 | 3  | 1  | 4  | 2  |
| 2012–2013    | Philadelphia Flyers         | NHL          | 46  | 4   | 11  | 15  | 10  | —  | —  | —  | —  | —  |
|              | Adirondack Phantoms         | AHL          | 31  | 10  | 18  | 28  | 16  | —  | —  | —  | —  | —  |
| 2013–2014    | Philadelphia Flyers         | NHL          | 82  | 13  | 26  | 39  | 45  | 7  | 0  | 0  | 0  | 6  |
| 2014–2015    | Philadelphia Flyers         | NHL          | 82  | 15  | 22  | 37  | 28  | —  | —  | —  | —  | —  |
| 2015–2016    | Philadelphia Flyers         | NHL          | 63  | 11  | 28  | 39  | 30  | 1  | 0  | 0  | 0  | 0  |
| 2016–2017    | Philadelphia Flyers         | NHL          | 66  | 14  | 20  | 34  | 33  | —  | —  | —  | —  | —  |
| 2017–2018    | Philadelphia Flyers         | NHL          | 82  | 31  | 45  | 76  | 31  | 5  | 5  | 4  | 9  | 2  |
| 2018–2019    | Philadelphia Flyers         | NHL          | 80  | 33  | 43  | 76  | 34  | —  | —  | —  | —  | —  |
| 2019–2020    | Philadelphia Flyers         | NHL          | 69  | 22  | 37  | 59  | 30  | 15 | 2  | 7  | 9  | 16 |
| 2020–2021    | Philadelphia Flyers         | NHL          | 45  | 18  | 23  | 41  | 8   | —  | —  | —  | —  | —  |
| 2021–2022    | Philadelphia Flyers         | NHL          | 29  | 6   | 11  | 17  | 14  | —  | —  | —  | —  | —  |
| NHL totalt   | NHL totalt                  | NHL totalt   | 721 | 180 | 280 | 460 | 277 | 39 | 10 | 12 | 22 | 26 |
| LHJMQ totalt | LHJMQ totalt                | LHJMQ totalt | 184 | 86  | 137 | 223 | 107 | 43 | 17 | 20 | 37 | 40 |

### Internationellt
| Källa: Uppdaterad: 2022-05-18 | Källa: Uppdaterad: 2022-05-18 | Källa: Uppdaterad: 2022-05-18 |         | Utv = Utvisningsminuter | Utv = Utvisningsminuter | Utv = Utvisningsminuter | Utv = Utvisningsminuter | Utv = Utvisningsminuter |
| År                            | Lag                           | Mästerskap                    | Matcher | Mål                     | Assists                 | Poäng                   | Utv                     |                         |
| ----------------------------- | ----------------------------- | ----------------------------- | ------- | ----------------------- | ----------------------- | ----------------------- | ----------------------- | ----------------------- |
| 2009                          | Kanada                        | JVM                           | 7       | 2                       | 1                       | 3                       | 0                       |                         |
| 2009                          | Kanada                        | Ivan Hlinka                   | 4       | 2                       | 2                       | 4                       | 2                       |                         |
| 2015                          | Kanada                        | VM                            | 10      | 3                       | 3                       | 6                       | 2                       |                         |
| 2016                          | Lag Nordamerika               | World Cup                     | 3       | 0                       | 0                       | 0                       | 0                       |                         |
| 2017                          | Kanada                        | VM                            | 8       | 1                       | 1                       | 2                       | 2                       |                         |
| 2019                          | Kanada                        | VM                            | 10      | 1                       | 3                       | 4                       | 0                       |                         |
| Junior totalt                 | Junior totalt                 | Junior totalt                 | 11      | 4                       | 3                       | 7                       | 2                       |                         |
| Senior totalt                 | Senior totalt                 | Senior totalt                 | 31      | 5                       | 7                       | 12                      | 4                       |                         |